# Still Breathing
Still Breathing (dt.: Noch atmend) ist ein englischsprachiger Popsong, der von der lettischen Sängerin Samanta Tīna geschrieben und interpretiert wurde. Der Text stammt von Aminata Savadogo. Tīna hätte mit diesem Titel Lettland beim Eurovision Song Contest 2020 in Rotterdam vertreten sollen, jedoch wurde der Wettbewerb am 18. März 2020 aufgrund der COVID-19-Pandemie abgesagt.

## Hintergrund
Tīna plante ursprünglich nicht, mit dem Lied an der lettischen Eurovisions-Vorentscheidung Supernova 2020 teilzunehmen, da sie mit der Produktion bereits ein Jahr vorher begann. Dennoch führte sie Anfang Januar 2020 das Lied im Rahmen der Vorentscheidung bei einem Casting auf und wurde als einer von neun Beiträgen für das am 8. Februar 2020 stattfindende Finale nominiert. Dieses konnte sie mit der Mehrheit der Gesamtstimmen für sich entscheiden. Lettland wäre im zweiten Halbfinale des Eurovision Song Contest 2020 am 14. Mai 2020 angetreten.

## Musik und Text
Die Interpretin wolle mit dem Song auf die Stereotypisierung von Frauen aufmerksam machen. So seien Frauen perfekte Mütter, Ehepartnerinnen und erfolgreiche Karrieremenschen, welche gleichzeitig ihr Aussehen bewahren müssten und sich um ihre Liebsten kümmern müssten, ohne dass sie hierfür etwas zurückbekämen. Als Frauen hätten sie keine Zeit, innezuhalten, doch es sei am Wichtigsten, mit sich selbst zufrieden zu sein.

“We women don’t have time to stop – We keep breathing and doing. But what really matters most is that we are happy and in love with ourselves, without losing ourselves as a woman, that we find time for ourselves – not as mothers, wives, careerists, but simply as women, whatever our social status, marital status, size and public stereotypes.”

„Wir Frauen haben keine Zeit, eine Pause einzulegen – wir atmen weiter und machen weiter. Aber es ist am wichtigsten, dass wir glücklich sind und uns selbst lieben, ohne uns als Frau zu verlieren, Zeit für uns selbst zu finden – nicht als Mütter, Ehefrauen, Karrierefrauen, sondern einfach als Frauen, unabhängig von unserem sozialen Status, Familienstand, Größe oder öffentlichen Vorurteilen.“

Die Musik trägt überwiegend Merkmale von Electro. Die Strophen werden jeweils umrahmt von den stets gleichlautenden Versen, die mit der Zeile „I will keep on going, I will keep on running“ („Ich werde weitergehen, ich werde weiterrennen“) beginnen. Nach der zweiten Wiederholung des Refrains folgt eine gerappte Bridge, welche die titelgebende Phrase „Still Breathing“ beinhaltet.